# Oxford United FC
Oxford United FC är en engelsk professionell fotbollsklubb i Oxford, grundad 1893. Hemmamatcherna spelas på Kassam Stadium. Smeknamnen är The U's eller The Yellows.

## Historia

Klubbens ligaplaceringar från och med 1962.

Oxford United grundades som en amatörklubb kallad Headington United FC i Oxfordförorten Headington 1893. Klubben spelade i lokala ligor tills man valdes in i Southern Football League 1949. 1960 bytte klubben namn till Oxford United FC.
Klubben spelade i Englands högsta division, då kallad First Division, mellan åren 1985 och 1987. Klubben lyckades vinna Ligacupen genom att i finalen slå Queens Park Rangers med 3–0 på Wembley Stadium den 20 april 1986, genom mål av Trevor Hebberd, Jeremy Charles och Ray Houghton. Året efter skulle Oxford då ha spelat i Uefacupen, men alla engelska klubbar var bannlysta på grund av Heyselkatastrofen.
I slutet av 1990-talet fick klubben ekonomiska problem; några spelare lämnade klubben, och många turer rörande den nya fotbollsarenan skapade oro i föreningen. Klubben föll igenom serierna, och efter 2006 spelade Oxford United i Conference National, som är den femte högsta divisionen.
Säsongen 2009/10 kom Oxford 3:a i serien och tog sig upp till League Two (fjärde högsta divisionen) genom att den 16 maj 2010 vinna den avgörande matchen i Conference National playoff mot York City med 3–1 på Wembley Stadium. Oxford kom sedan 2:a i League Two säsongen 2015/16, och gick upp i League One.

## Spelartrupp
| 1  | England | Jamie Cumming      | 4 september 1999 | Chelsea (-24)          |
| 13 | England | Simon Eastwood     | 26 juni 1989     | Blackburn Rovers (-16) |
| 21 | England | Matt Ingram        | 18 december 1993 | Hull City (-24)        |
| 33 | England | Jacob Knightbridge | 25 januari 2004  | Oxford United FC       |

| 2  | England        | Sam Long        | 16 januari 1995   | Oxford United FC        |
| 3  | Nordirland     | Ciaron Brown    | 14 januari 1998   | Cardiff City (-22)      |
| 5  | England        | Elliott Moore   | 16 mars 1997      | Leicester City (-19)    |
| 6  | Polen          | Michał Helik    | 9 september 1995  | Huddersfield Town (-25) |
| 15 | Nordirland     | Brodie Spencer  | 6 maj 2004        | Huddersfield Town (-25) |
| 22 | Jamaica        | Greg Leigh      | 30 september 1994 | Ipswich Town (-23)      |
| 24 | Nederländerna  | Hidde ter Avest | 20 maj 1997       | Utrecht (-24)           |
| 26 | England        | Jack Currie     | 16 december 2001  | AFC Wimbledon (-24)     |
| 30 | Kongo-Kinshasa | Peter Kioso     | 15 augusti 1999   | Rotherham United (-24)  |
| 35 | Irland         | James Golding   | 10 augusti 2004   | Oxford United FC        |
| 45 | Irland         | Stephan Negru   | 24 juli 2002      | Shelbourne (-23)        |

| 4  | Wales     | Will Vaulks           | 13 september 1993 | Sheffield Wednesday (-24)  |
| 8  | England   | Cameron Brannagan     | 9 maj 1996        | Liverpool (-18)            |
| 10 | Skottland | Matt Phillips         | 13 mars 1991      | West Bromwich Albion (-24) |
| 12 | Wales     | Luke Harris           | 4 mars 2005       | Fulham (-25)               |
| 14 | Belgien   | Brian De Keersmaecker | 6 maj 2000        | Heracles Almelo (-25)      |
| 17 | England   | Stanley Mills         | 25 oktober 2003   | Everton (-25)              |
| 18 | England   | Louie Sibley          | 13 september 2001 | Derby County (-24)         |
| 19 | Irland    | Tyler Goodrham        | 7 augusti 2003    | Oxford United FC           |
| 36 | England   | Joshua Johnson        | 26 september 2004 | Oxford United FC           |
| 44 | England   | Owen Dale             | 1 november 1998   | Blackpool (-24)            |

| 7  | Polen           | Przemysław Płacheta | 23 mars 1998     | Swansea City (-24)      |
| 9  | Wales           | Mark Harris         | 29 december 1998 | Cardiff City (-23)      |
| 11 | Indonesien      | Ole Romeny          | 20 juni 2000     | Utrecht (-25)           |
| 16 | Slovenien       | Nik Prelec          | 10 juni 2001     | Cagliari (-25)          |
| 20 | Wales           | Tom Bradshaw        | 27 juli 1992     | Millwall (-25)          |
| 23 | Elfenbenskusten | Siriki Dembélé      | 7 september 1996 | Birmingham City (-24)   |
| 27 | England         | Will Lankshear      | 20 april 2005    | Tottenham Hotspur (-25) |
| 28 | Indonesien      | Marselino Ferdinan  | 9 september 2004 | Deinze (-24)            |
| 39 | England         | Gatlin O'Donkor     | 14 oktober 2004  | Oxford United FC        |

Not: Spelare i kursiv stil är inlånade.

### Utlånade spelare
| Nr | Land      | Pos | Namn                                                    |
| -- | --------- | --- | ------------------------------------------------------- |
| —  | Skottland | F   | Stuart Findlay (i Heart of Midlothian till 31 maj 2026) |
| —  | England   | F   | Jordan Thorniley (i Northampton Town till 31 maj 2026)  |

| Nr | Land    | Pos | Namn                                                |
| -- | ------- | --- | --------------------------------------------------- |
| —  | England | A   | Will Goodwin (i Colchester United till 31 maj 2026) |

## Meriter

### Liga
- Premier League eller motsvarande (nivå 1): 18:e 1985/86, 1986/87 (högsta ligaplacering)
- The Championship eller motsvarande (nivå 2): Mästare 1984/85
- League One eller motsvarande (nivå 3): Mästare 1967/68, 1983/84
- Southern Football League Premier Division: Mästare 1952/53, 1960/61, 1961/62

### Cup
- Ligacupen: Mästare 1985/86
- Southern Football League Cup: Mästare 1952/53, 1953/54